# Jonzieux
Jonzieux ist eine französische Gemeinde mit 1.229 Einwohnern (Stand: 1. Januar 2022) im Département Loire in der Region Auvergne-Rhône-Alpes. Sie gehört zum Arrondissement Saint-Étienne und zum Kanton Le Pilat.

## Geografie
Die Gemeinde Jonzieux liegt im Regionalen Naturpark Pilat an der Grenze zum Département Haute-Loire, etwa 13 Kilometer südsüdwestlich von Saint-Étienne in der historischen Landschaft Forez. Die Semène begrenzt die Gemeinde im Osten.
Umgeben wird Jonzieux von den Nachbargemeinden Saint-Romain-les-Atheux im Norden, Saint-Genest-Malifaux im Nordosten, Marlhes im Osten, Saint-Victor-Malescours im Süden und Südwesten sowie Saint-Just-Malmont im Westen und Nordwesten.

## Bevölkerungsentwicklung
| Jahr                       | 1962 | 1968 | 1975 | 1982 | 1990 | 1999 | 2006 | 2014 | 2022 |
| -------------------------- | ---- | ---- | ---- | ---- | ---- | ---- | ---- | ---- | ---- |
| Einwohner                  | 810  | 791  | 769  | 892  | 1034 | 1038 | 1252 | 1177 | 1229 |
| Quellen: Cassini und INSEE |      |      |      |      |      |      |      |      |      |

## Sehenswürdigkeiten

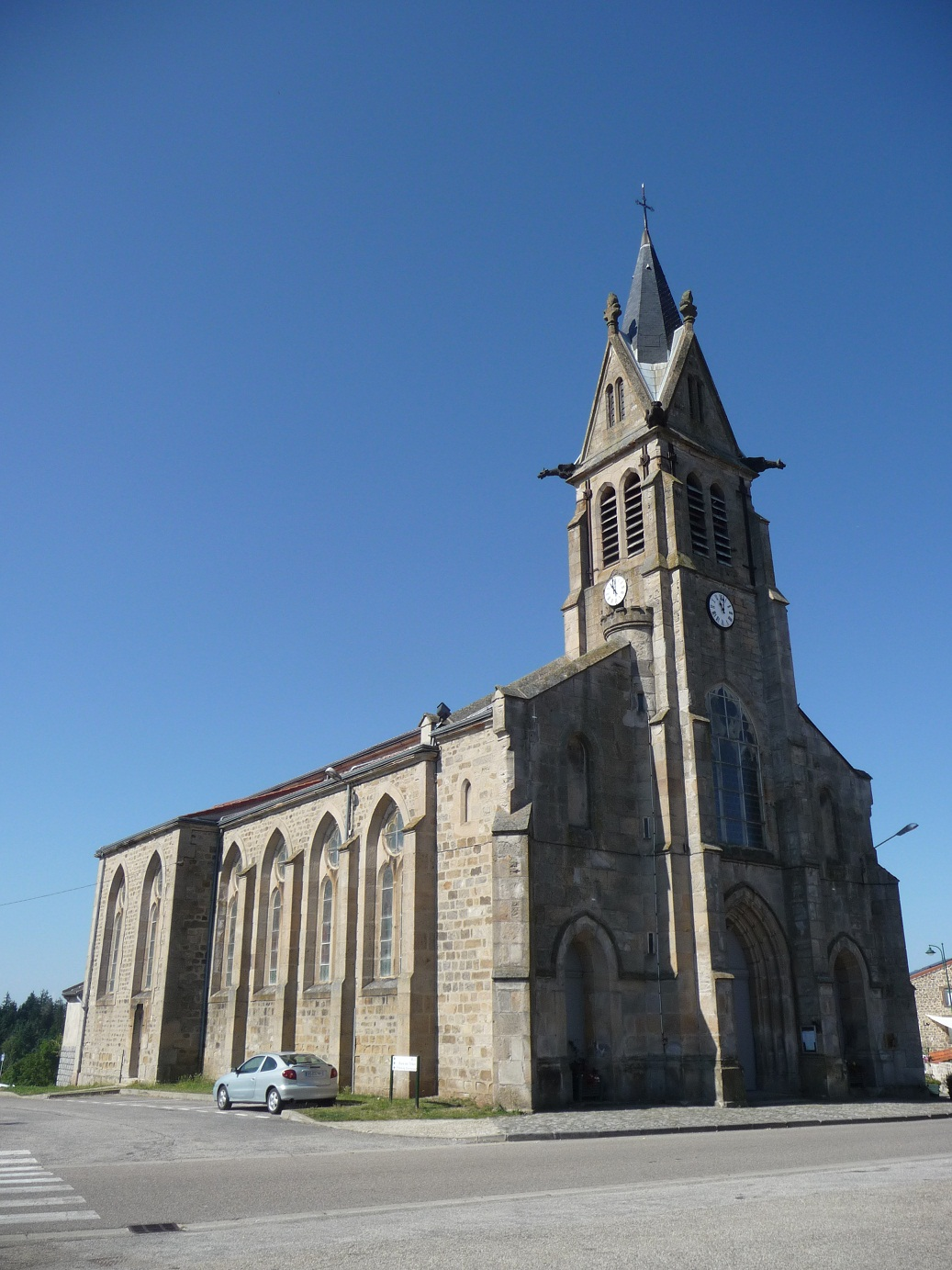
Kirche Saint-Romain

- Kirche Saint-Romain